# Theocharīs Tsiggaras
Theocharīs Tsiggaras, detto Charīs (in greco Θεοχάρης Τσιγγάρας?; Portaria, 20 agosto 2000), è un calciatore greco, centrocampista dell'Atromītos.

## Caratteristiche tecniche
È un centrocampista centrale.

## Carriera

### Club
Cresciuto nel settore giovanile del PAOK, debutta in prima squadra il 28 giugno 2020 in occasione dell'incontro di Souper Ligka Ellada vinto 2-0 contro l'Arīs Salonicco. Il 5 novembre seguente esordisce nelle competizioni internazionali giocando il match della fase a gironi di UEFA Europa League vinto 4-1 contro il PSV.

### Nazionale
Ha giocato nelle nazionali giovanili greche Under-17, Under-19 ed Under-21.

## Statistiche

### Presenze e reti nei club
Statistiche aggiornate al 29 aprile 2023.
| Stagione        | Squadra         | Campionato      | Campionato | Campionato | Coppe nazionali | Coppe nazionali | Coppe nazionali | Coppe continentali | Coppe continentali | Coppe continentali | Altre coppe | Altre coppe | Altre coppe | Totale | Totale | Totale |
| Stagione        | Squadra         | Comp            | Pres       | Reti       | Comp            | Pres            | Reti            | Comp               | Pres               | Reti               | Comp        | Pres        | Reti        | Pres   | Reti   |        |
| --------------- | --------------- | --------------- | ---------- | ---------- | --------------- | --------------- | --------------- | ------------------ | ------------------ | ------------------ | ----------- | ----------- | ----------- | ------ | ------ | ------ |
| 2019-2020       | PAOK            | SL              | 2          | 0          | CG              | 0               | 0               |                    | -                  | -                  |             | -           | -           | 2      | 0      |        |
| 2020-2021       | PAOK            | SL              | 16         | 0          | CG              | 5               | 1               | UEL                | 4                  | 0                  |             | -           | -           | 25     | 1      |        |
| 2021-2022       | PAOK            | SL              | 19         | 0          | CG              | 2               | 0               | UECL               | 7                  | 0                  |             | -           | -           | 28     | 0      |        |
| Totale carriera | Totale carriera | Totale carriera | 37         | 0          |                 | 7               | 1               |                    | 11                 | 0                  |             | -           | -           | 55     | 1      |        |
| 2022-2023       | Tolosa          | L1              | 1          | 0          | CF              | 3               | 0               |                    | -                  | -                  |             | -           | -           | 4      | 0      |        |
| Totale carriera | Totale carriera | Totale carriera | 38         | 0          |                 | 10              | 1               |                    | 11                 | 0                  |             | -           | -           | 59     | 1      |        |

## Palmarès

### Club

#### Competizioni nazionali
- Coppa di Grecia: 1

PAOK: 2020-2021
- Coppa di Francia: 1

Tolosa: 2022-2023
- Campionato greco: 1

PAOK: 2023-2024